# La vida después de ti
«La vida después de ti» es una canción grabada por los cantantes de Lu y fue escrita por Paty Cantú. Fue lanzada al mercado musical el 21 de agosto de 2006 como el primer sencillo de su segundo álbum de estudio, Álbum.
La canción sería más tarde publicada en plataformas digitales obteniendo más de 36 millones de visualizaciones en YouTube, y más de 35 millones de reproducciones en Spotify. La canción logró posicionarse como el número 1 en diferentes países tales como México, España, Colombia y Chile, también alcanzó el puesto número 11 del Latin Pop Airplay, así como el número 22 del Hot Latin Songs del Billboard.

## Video musical
El vídeo musical de «La vida después de ti» fue publicado el 15 de julio de 2009 en la plataforma digital YouTube, fue producido por Warner Music Latina. Cuenta con más de 36 millones de reproducciones.

## Lista de canciones

### Descarga digital
| La vida después de ti — Single |                         |          |  |
| N.º                            | Título                  | Duración |  |
| 1.                             | «La vida después de ti» | 4:43     |  |

## Listas

### Semanales
| País           | Lista                         | Mejor posición | Ref.  |
| -------------- | ----------------------------- | -------------- | ----- |
| México         | Listas de la Radio            | 1              | [ 3 ] |
| España         | Listas de la Radio            | 1              | [ 3 ] |
| Colombia       | Listas de la Radio            | 1              | [ 3 ] |
| Chile          | Listas de la Radio            | 1              | [ 3 ] |
| Estados Unidos | Latin Pop Airplay (Billboard) | 11             | [ 4 ] |
| Estados Unidos | Hot Latin Songs (Billboard)   | 22             | [ 4 ] |